# Trappe (Pennsylvanie)
Trappe est un borough du comté de Montgomery en Pennsylvanie (États-Unis).
La population était de 3 509 au dernier recensement de 2010. L'église luthérienne Augustus, construite en 1743, est la plus ancienne église luthérienne des États-Unis utilisée de manière continue par la même congrégation. La construction de église a été lancée par le pasteur luthérien Henry Melchior Muhlenberg, père de Frederick Muhlenberg, émigré d'Allemagne l'année précédente. Elle est classée au National Historic Landmark.